# Ononis peyerimhoffii
Ononis peyerimhoffii är en ärtväxtart som beskrevs av Jules Aimé Battandier. Ononis peyerimhoffii ingår i släktet puktörnen, och familjen ärtväxter. Inga underarter finns listade i Catalogue of Life.